# Шандра звичайна

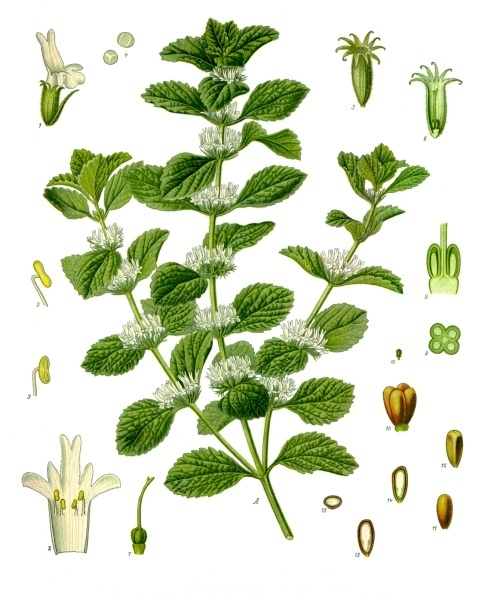
Шандра звичайна

Шандра звичайна (Marrubium vulgare) — багаторічна трав'яниста рослина роду шандра (Marrúbium) родини глухокропивових (Lamiaceae). Батьківщина — Південна Європа, нині поширена майже по усьому континенту.

## Опис
Рослина досягає висоти 60 см. Порожнисте стебло має чотиригранну форму і густе повстяне запушення. Нижнє листя городчато-зубчасте з довгими черешками, округло-яйцеподібної форми до 3,5 см у довжину. Знизу листя теж має густе запушення. Чим вище стеблом тим черешки стають коротшими, а листя — дрібнішим.
Квіти шандри — білого кольору, розташовуються в пазухах листя. Рослина квітне з червня по вересень. Нектар з високим вмістом цукрів, прозорий, ароматний, доступний для бджіл. Найбільше його виділяється в період від повного розкриття пиляків до дозрівання приймочки. Медопродуктивність до 50 кг/га.
Росте на щебенистих місцях, біля огорож та парканів.

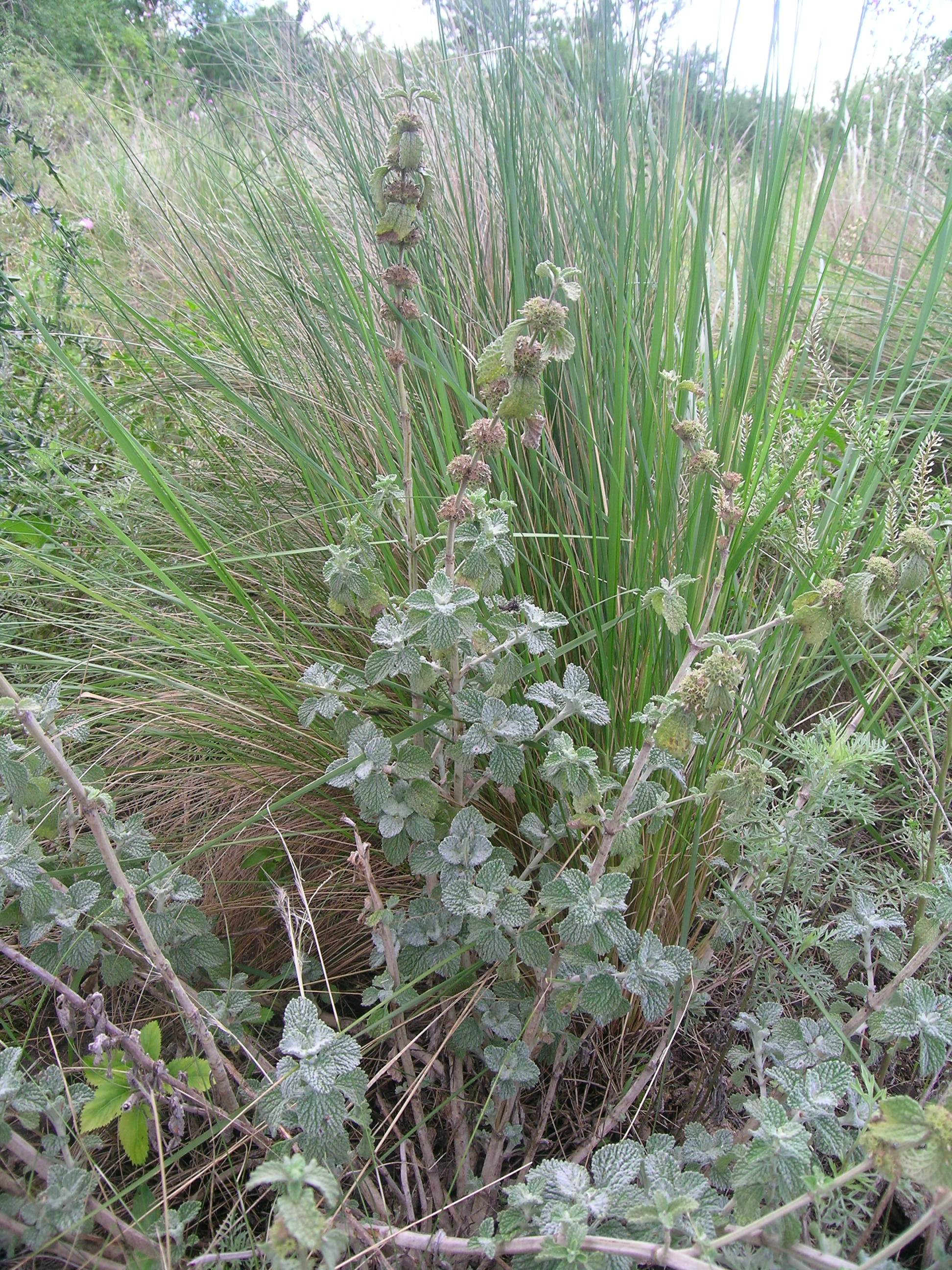
Зріла рослина
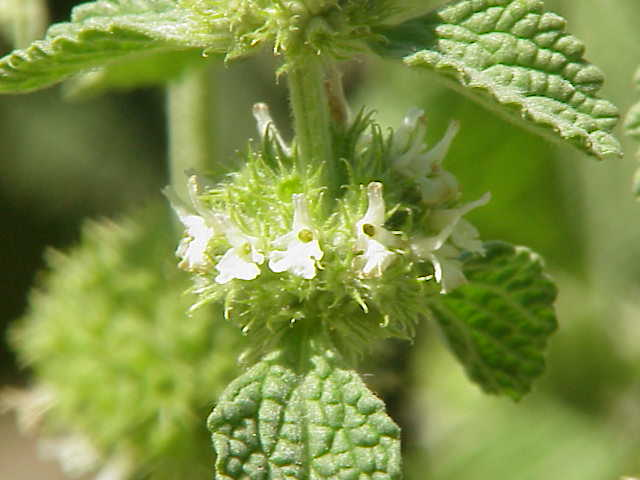
Квітки
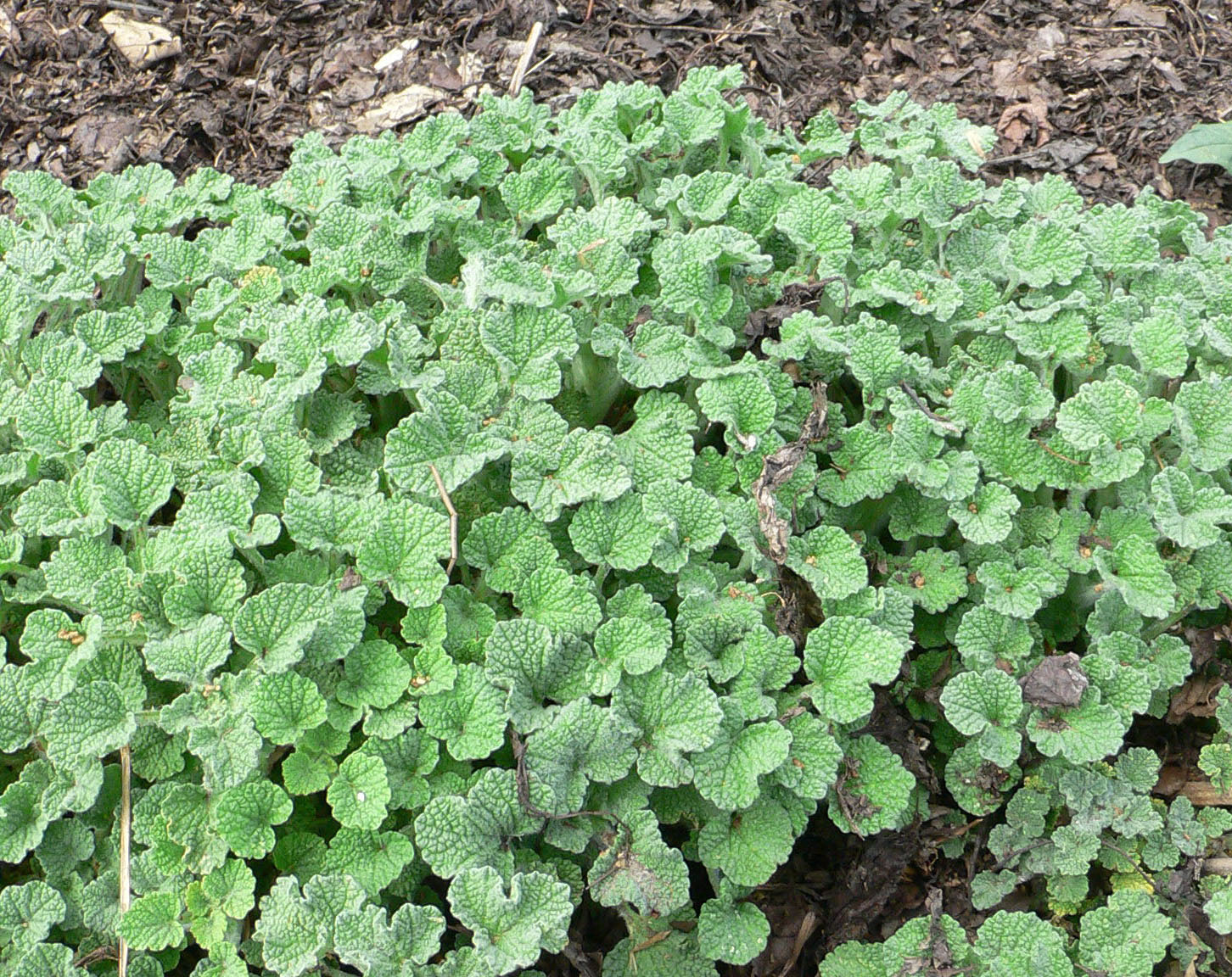
Молоді пагони
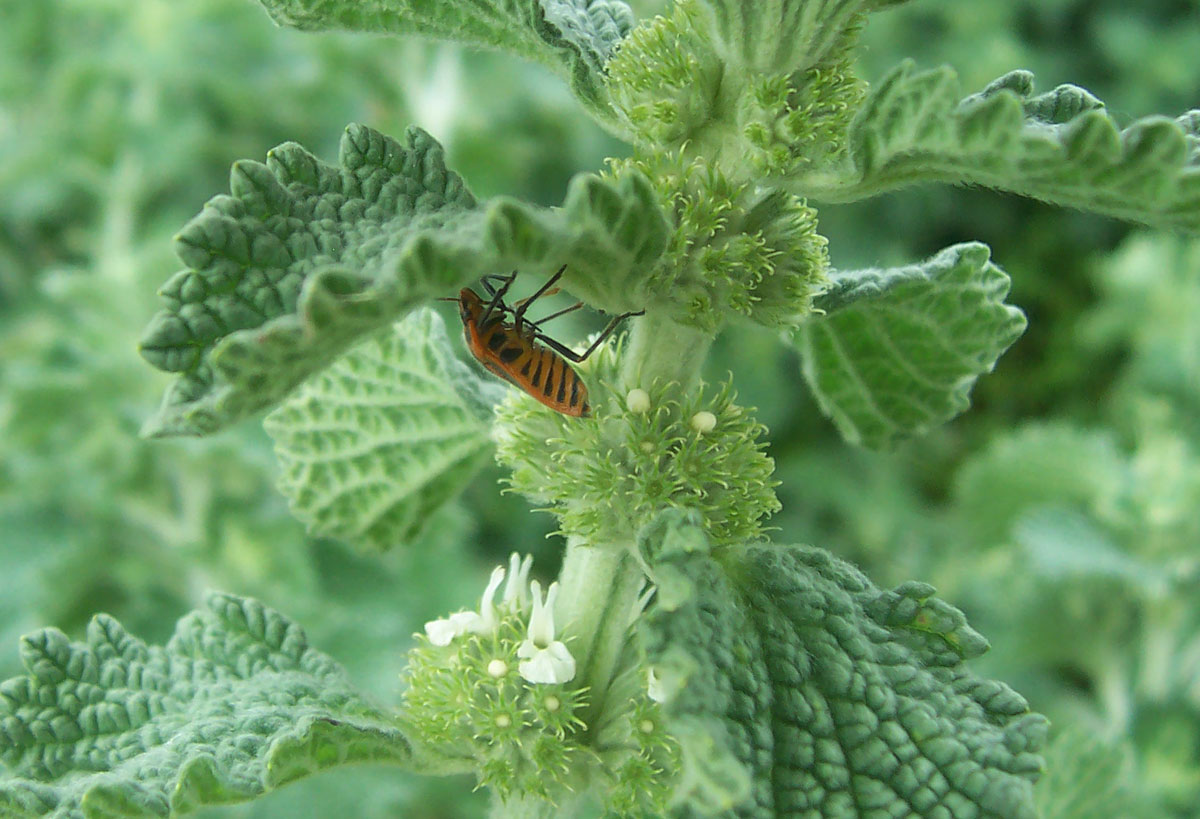
Agonoscelis rutila живляться листям рослини

## Синонімія
- Prasium marrubium E.H.L.Krause in Sturm 1903
- Marrubium vaillantii Coss. & Germ. 1843
- Marrubium lanatum Benth. in DC. 1848
- Marrubium lanatum Kunth 1832
- Marrubium kusnetzowii N.P.Popov 1916
- Marrubium germanicum Schrank
- Marrubium ballotoides Boiss. & Balansa in Boiss. 1859
- Marrubium apulum Ten. 1811, 1815
- Marrubium album St.-Lag.

## Різновиди
- Marrubium vulgare var. vaillantii (Coss. & Germ.) P.Fourn. 1937
- Marrubium vulgare var. lanatum Benth. in DC. 1848
- Marrubium vulgare subsp. apulum (Ten.) H.Lindb. 1946

## Лікарське використання
З лікарською метою збирають рослину коли квіти розкриються. Зрізують верхню частину рослини. Грубі нижні частини шандри
не беруть. Пучки рослини вивішують для просушування.

### Активні речовини
Активні речовини: приблизно 0,3–1,0 % маррубііна (дітерпеновий ряд, гіркота), інші гіркоти, смоли і ефірна олія; дубильні речовини (5–7 %).

### Цілюща дія
Шандра — дієвий засіб проти проносів різної природи, а також від кашлю, добре збуджує апетит. Гіркоти посилюють секрецію шлункового соку і виділення жовчі. Ефірна олія і дубильні речовини допомагають при проносах, а відхаркувальну дію при кашлі обумовлено маррубііном. Використовують у вигляді чаю (2 чайні ложки з верхом трави шандри на 0,25 л окропу).